# サムエル・チュクウェゼ
サムエル・チュクウェゼ（Samuel Chukwueze, 1999年5月22日 - ）は、ナイジェリア・アビア州出身のサッカー選手。ACミラン所属。ナイジェリア代表。ポジションはFW、MF。

## クラブ経歴
アビア州のイクゥアノに生を受ける。2017年に、ナイジェリアのダイアモンド・アカデミーからビジャレアルCFに加入する。最初はユースチームでプレーをしていたが、後にＢチームに昇格。2018年4月15日、セグンダ・ディビシオンB、CEサバデル戦にてシニアデビュー。5月20日のビルバオ・アスレティック戦にてキャリア初ゴールを記録。デビューシーズンは11試合に出場し2得点を記録した。
2018年9月20日のUEFAヨーロッパリーグ 2018-19のレンジャーズFC戦では、トップチームでのベンチ入りを果たし、途中交代で投入されトップチームデビュー。2018年11月1日、コパ・デルレイ、UDアルメリア戦にスタメンで起用されると、トップチームでの初ゴールを記録。2018年11月5日のレバンテUD戦で、プリメーラ初出場を果たす。トップチーム昇格後は、残留争いと低迷するビジャレアルCFの中で主力として定着し、シーズンを通して大きな存在感を放った。
2023年7月27日、ACミランに移籍した。契約期間は2028年6月30日まで。2023年8月21日、開幕戦となる第1節ボローニャFC戦にて後半74分、クリスチャン・プリシッチと交代で出場を果たしセリエAデビューを果たす。11月28日、UEFAチャンピオンズリーググループステージ第5戦ボルシア・ドルトムント戦において前半37分、右サイドで仕掛けたチュクウェゼが独力でボックス内へ侵入し、左足で見事なシュートを突き刺し、待望のミラン初ゴールをマークした。2024年3月17日、セリエA第29節エラス・ヴェローナ戦アウェイにおいて後半74分にノア・オカフォーと交代で途中出場し、同79分に相手のクリアボールが目の前に落ちてくるのをダイレクトにシュート。これがセリエA初ゴールとなる。

## 代表経歴
U-17でのプレー経験がある。2018年10月にフル代表への初召集を受ける。11月20日、ウガンダ代表との親善試合に、スタメンで起用され代表デビュー。
クラブでの活躍から、アフリカネイションズカップ2019のメンバーに登録される。準々決勝の南アフリカ共和国代表戦では、代表初ゴールを記録した。

## 個人成績

### クラブでの成績
2025年5月25日現在
| クラブ         | シーズン | リーグ戦   | リーグ戦 | リーグ戦 | カップ戦 | カップ戦 | 欧州戦 | 欧州戦 | その他 | その他 | 合計 | 合計 |
| クラブ         | シーズン | リーグ     | 試合     | 得点     | 試合     | 得点     | 試合   | 得点   | 試合   | 得点   | 試合 | 得点 |
| -------------- | -------- | ---------- | -------- | -------- | -------- | -------- | ------ | ------ | ------ | ------ | ---- | ---- |
| ビジャレアル B | 2017-18  | セグンダ B | 11       | 2        | -        | -        | -      | -      | -      | -      | 11   | 2    |
| ビジャレアル B | 2018-19  | セグンダ B | 9        | 2        | -        | -        | -      | -      | -      | -      | 9    | 2    |
| ビジャレアル B | 通算     | 通算       | 20       | 4        | -        | -        | -      | -      | -      | -      | 20   | 4    |
| ビジャレアル   | 2018-19  | プリメーラ | 26       | 5        | 3        | 2        | 9      | 1      | -      | -      | 38   | 8    |
| ビジャレアル   | 2019-20  | プリメーラ | 37       | 3        | 4        | 1        | -      | -      | -      | -      | 41   | 4    |
| ビジャレアル   | 2020-21  | プリメーラ | 28       | 4        | 1        | 0        | 11     | 1      | -      | -      | 40   | 5    |
| ビジャレアル   | 2021-22  | プリメーラ | 27       | 3        | 2        | 2        | 9      | 2      | -      | -      | 38   | 7    |
| ビジャレアル   | 2022-23  | プリメーラ | 37       | 6        | 4        | 4        | 9      | 3      | -      | -      | 50   | 13   |
| ビジャレアル   | 通算     | 通算       | 155      | 21       | 14       | 9        | 38     | 7      | -      | -      | 207  | 37   |
| ミラン         | 2023-24  | セリエA    | 24       | 1        | 1        | 0        | 8      | 2      | -      | -      | 33   | 3    |
| ミラン         | 2024-25  | セリエA    | 26       | 3        | 3        | 2        | 7      | 0      | -      | -      | 36   | 5    |
| ミラン         | 通算     | 通算       | 50       | 4        | 4        | 2        | 15     | 2      | -      | -      | 69   | 8    |
| 総通算         | 総通算   | 総通算     | 225      | 29       | 18       | 11       | 53     | 9      | 0      | 0      | 296  | 49   |

### 代表
2025年5月25日現在
| ナイジェリア代表 | 国際Aマッチ | 国際Aマッチ |
| 年               | 出場        | 得点        |
| ---------------- | ----------- | ----------- |
| 2018             | 1           | 0           |
| 2019             | 12          | 2           |
| 2020             | 4           | 1           |
| 2021             | 2           | 0           |
| 2022             | 6           | 1           |
| 2023             | 5           | 1           |
| 2024             | 12          | 1           |
| 2025             | 2           | 0           |
| 通算             | 44          | 6           |

### 代表での得点
| #  | 日時           | 会場                                           | 対戦相手             | スコア | 最終結果 | 大会                               |
| -- | -------------- | ---------------------------------------------- | -------------------- | ------ | -------- | ---------------------------------- |
| 1. | 2019年7月10日  | カイロ、カイロ国際スタジアム                   | 南アフリカ共和国     | 1-0    | ○2-1     | アフリカネイションズカップ2019     |
| 2. | 2019年11月17日 | マセル、セッソト・スタジアム                   | レソト               | 1–2    | ○2–4     | アフリカネイションズカップ2021予選 |
| 3. | 2020年11月13日 | ベニン、オグベ・スタジアム                     | シエラレオネ         | 4–0    | ▲4–4     | アフリカネイションズカップ2021予選 |
| 4. | 2022年1月15日  | ガルア、ラウンデ・アドイア・スタジアム         | スーダン             | 1–0    | ○3–1     | アフリカネイションズカップ2022予選 |
| 5. | 2023年9月10日  | ウヨ、ゴッズウィル・アクパビオ・国際スタジアム | サントメ・プリンシペ | 6–0    | ○6-0     | アフリカネイションズカップ予選     |
| 6. | 2024年11月18日 | ウヨ、ゴッズウィル・アクパビオ・国際スタジアム | ルワンダ             | 1–0    | ●1-2     | アフリカネイションズカップ予選     |

1. ↑  勝(○)、分(▲)、敗(●)

## タイトル

### クラブ
ビジャレアル
- UEFAヨーロッパリーグ：1回（2020-21）

### 代表
ナイジェリア U17
- FIFA U-17ワールドカップ：2015